# Danny Kaye
Danny Kaye (narozen jako David Daniel Kaminsky; 18. ledna 1911 Brooklyn, New York – 3. března 1987 Los Angeles) byl americký herec, komik, zpěvák, tanečník a hudebník.

## Život
Narodil se v rodině ukrajinských imigrantů Jacoba a Clary Nemerovské Kaminské.
Záhy začal vystupovat na jevišti, poprvé se prosadil v revue Three Terpsichoreans, která působila v newyorské Utice. Tam poprvé používal pseudonym Danny Kaye.
Ve filmu debutoval v roce 1935. Ztvárnil hlavní role v 17 filmech, především Zázračný muž (1945), Chlapec z Brooklynu (1946), Tajný život Waltera Mittyho (s Virginií Mayovou, 1947), The Inspector General (1949), Hans Christian Andersen (1952), Bílé vánoce (s Bingem Crosbym, 1954) a The Court Jester (1956). Od roku 1956 pravidelně působil v televizi, několik show měl zejména na stanici CBS. Roli ve filmu Bílé vánoce získal místo Freda Astaira, naopak měl hrát sám v komedii Někdo to rád horké.
V roce 1954 byl jmenován prvním vyslancem dobré vůle UNICEF.
V roce 1955 obdržel čestného Oscara. Získal také ceny Emmy, Tony nebo Zlatý glóbus. V roce 1968 to byl právě Danny Kaye, kdo předával Oscara Jiřímu Menzelovi za nejlepší cizojazyčný film Ostře sledované vlaky.
Velké množství jeho čísel bylo založených na vynikající práci s mimikou a schopnosti rychle artikulovat. Na začátku kariéry se proslavil písní Tchaikovsky, ve které v rychlém tempu jmenoval ruské hudební skladatele, během 38 sekund jich vyjmenoval více než 50. Vynikal také v imitování.
3. ledna 1940 se oženil s klavíristkou Sylvií Fineovou, v roce 1946 se jim narodila dcera Dena. Fineová pro něj napsala řadu úspěšných písní. Zemřel 3. března 1987 na komplikace spojené se žloutenkou typu C. Je pohřbený na hřbitově Kensico ve Valhalle v New Yorku.